# Parmenión
Parmenión (en griego antiguo: Παρμενίων, Parmeníōn; 400 a. C.-Ecbatana, 330 a. C.) fue un general macedonio al servicio de Filipo II primero y de su hijo Alejandro Magno después.

## Biografía
Fue un noble macedonio, y el padre de Filotas. Durante el reinado de Filipo II obtuvo una gran victoria sobre los ilirios, en 356 a. C. Miembro de la delegación macedonia enviada para negociar la paz con Atenas en 346 a. C., posteriormente fue destinado al mando de un ejército a Eubea, para asegurar la influencia macedónica, en el año 342 a. C.
En 336 a. C. dirigió, junto con Amintas y Átalo, un ejército de 10 000 hombres destinado a la conquista de Asia. Se erigió como segundo al mando del ejército de Alejandro Magno cuando este ascendió al trono tras la muerte de Filipo II, su padre. Lideró el ala izquierda en las batallas del Gránico, Isso y Gaugamela.

Parmenión, al mando de la falange. Su hijo Filotas comandaba a los hetairoi de Alejandro Magno

Después de la conquista de Drangiana, Alejandro fue informado de que el hijo de Parmenión, Filotas, formaba parte de una conspiración para acabar con su vida. Filotas fue condenado por la asamblea de macedonios libres y ejecutado. La costumbre de la época en Macedonia era también matar a todos los parientes varones del culpable, por lo que Alejandro Magno envió órdenes a Ecbatana, en Media, para que asesinaran a su padre Parmenión. No había pruebas de que Parmenión estuviera implicado en la conspiración, pero no tuvo la oportunidad de defenderse.
Sus soldados, al enterarse de la muerte del veterano general, por poco se sublevaron. Sin embargo, Alejandro Magno había mandado una carta para que fuese leída a los soldados al mando de Parmenión, en la cual explicaba las razones de la ejecución de su comandante y de la traición de Filotas, lo cual aplacó la revuelta, pues los soldados entendieron que Parmenión no se iba a quedar tranquilo con la ejecución de su primogénito y único hijo vivo (pues los otros dos habían perecido), por lo que aplacaron la cólera y devolvieron la confianza al rey.
La muerte de este general, compañero de armas de Filipo II de Macedonia, ha dado lugar a muchas y muy variadas interpretaciones. Lo cierto es que Parmenión se encontraba en la retaguardia del ejército de Alejandro Magno con la misión de aprovisionarlo. Por lo tanto, tras la noticia de la muerte de su hijo, hubiera podido estallar una rebelión al mando de Parmenión que hubiera puesto en un aprieto a Alejandro. Aunque a ciencia cierta, jamás se podrá saber la reacción de este gran general ante tan amarga noticia.